# San Lucas Tolimán
San Lucas Tolimán är en ort i Guatemala.   Den ligger i departementet Departamento de Sololá, i den sydvästra delen av landet, 70 km väster om huvudstaden Guatemala City. San Lucas Tolimán ligger 1 557 meter över havet och antalet invånare är 14 545.
Terrängen runt San Lucas Tolimán är varierad. Runt San Lucas Tolimán är det ganska tätbefolkat, med 70 invånare per kvadratkilometer. Närmaste större samhälle är Santiago Atitlán, 10,1 km nordväst om San Lucas Tolimán. I omgivningarna runt San Lucas Tolimán växer i huvudsak städsegrön lövskog.